# Павлов, Александр Спиридонович (генерал-лейтенант)
Александр Спиридо́нович Павлов (1823—1909) — генерал-лейтенант, начальник Киевского жандармского управления.

## Биография

### Военная служба
Из дворян Киевской губернии. 2 августа 1843 года произведён в прапорщики лёгкой 4-й батареи 2-й полевой артиллерийской бригады. 2 августа 1847 года назначен адъютантом к начальнику артиллерийских гарнизонов Киевского военного округа, 12 января 1848 года произведён в подпоручики, 3 июля 1849 года — в поручики. 29 января 1853 года по домашним обстоятельствам уволен от службы штабс-капитаном.
11 сентября 1854 года вновь поступил на службу, с зачислением штабс-ротмистром по армейской кавалерии и с назначением для особых поручений к Витебскому, Могилевскому и Смоленскому генерал-губернатору генерал-адъютанту Игнатьеву. По упразднении Витебского генерал-губернаторства 20 мая 1856 года назначен адъютантом к Виленскому военному, Гродненскому и Ковенскому генерал-губернатору, генерал-адъютанту Назимову.
В том же году произведён в ротмистры. 21 ноября 1858 года награждён орденом Святого Станислава 3-й степени. Во время пребывания в Вильне императора и иностранных принцев пожалован владетельным Великим герцогом Саксен-Веймарским орденом Белого сокола 3-й степени, на принятие и ношение коего 4 октября 1860 года последовало высочайшее разрешение. 23 апреля 1861 года награждён орденом Святой Анны 3-й степени.
21 сентября 1861 года был назначен членом Виленской следственной комиссии по политическим делам. 23 марта 1862 года произведён в майоры и 30 марта назначен председателем упомянутой выше комиссии и заведывающим особым отделением по политическим делам Виленского генерал-губернатора (должность эту занимал по 21 января 1867 года). 14 апреля 1862 года назначен дежурным штаб-офицером дежурства Виленского военного генерал-губернатора, с оставлением по армейской кавалерии. По упразднении этого дежурства назначен и.д. дежурного штаб-офицера штаба войск Виленского военного округа.
22 января 1863 года произведён в подполковники, с оставлением в должности и по армейской кавалерии. 24 августа того же года назначен чиновником особых поручении VII класса к генералу от инфантерии Муравьёву по званию Виленского, Гродненского, Ковенского и Минского генерал-губернатора и главного начальника Витебской и Могилевской губернии, с оставлением по армейской кавалерии. 30 августа 1863 года награждён орденом Святого Станислава 2-й степени, а 19 апреля 1864 года — орденом Святой Анны 2-й степени. В этом же году 22 августа за отличное усердие и ревностную службу ему пожаловано 2000 рублей. 20 мая 1866 года произведён в полковники, с оставлением в должности и по армейской кавалерии.

### Служба в Отдельном корпусе жандармов
22 января 1867 года переведён в корпус жандармов и 25 января назначен Киевским губернским жандармским обер-офицером. В ноябре 1868 года Павлов писал в Петербург о желательности «предоставить преимущества» и улучшить материальное положение украинского историка В. Антоновича, как человека влиятельного среди украинофилов и в то же время демонстрирующего неизменную умеренность во взглядах и поведении. 20 апреля 1869 года награждён орденом Святого Владимира 4-й степени.
В сентябре 1869 года в Россию вернулся русский нигилист и революционер Нечаев и основал революционное «Общество народной расправы», имевшее отделения в Петербурге, Москве и в Киеве. Но после разгрома общества сам Нечаев успел бежать за границу, его товарищи были найдены и преданы суду Санкт-Петербургской судебной палаты. Полиция желала извлечь свою специфическую пользу из нечаевской затеи. Капацинского III отделению завербовать не удалось, зато успех явился к киевскому политическому сыску. Воспитанник Духовной академии В. А. Маврицкий, получив от Нечаева письмо с приглашением приехать в Женеву, тотчас отнёс её ректору Академии. Разумеется, письмо оттуда попало к Павлову. С согласия киевского генерал-губернатора, князя Д. М. Дондукова-Корсакова, Павлов предложил Маврицкому написать в Женеву, что к Нечаеву явится его, Маврицкого. доверенное лицо. 18 июня 1869 года Павлов доносил в III отделение: 

«Вчерашнего числа возвратилась в Киев доверенная особа, которая умышленно была посылаема в Женеву для собирания сведений о замыслах находящегося там русского революционного кружка и его главного руководителя эмигранта Бакунина. Исполнив весьма удачно означенное поручение, этот агент доставил 14 посланий, адресованных на имя разных лиц, проживающих в России, а также значительное число революционных прокламаций, предназначенных для учащейся молодежи, крестьян и других людей простого звания».

Павлов полагал, что своей инициативой заслужит хотя бы поощрение столичного начальства. Но вместо благодарности шеф жандармов Шувалов потребовал от Дондукова-Корсакова не проявлять более инициативы и представить подробный отчёт о своих действиях. Дополнительное донесение от ретивых киевлян поступило в III отделение 3 августа 1869 года. Со слов прибывшего из Женевы агента, в нём, в частности, сообщалось:
«Положение русского революционного кружка крайне стеснительное, ибо местные власти следят весьма строго и бдительно за его действиями. Число приверженцев Бакунина довольно значительное, примерно около 50 человек; они распознаются по искусственным цветам, вроде гвоздики, которые носят в петлице. Бакунин называется у них генерал-губернатором, а Нечаев — губернатором. Материальные средства их до такой степени ограничены, что агенту моему было отказано в самом ничтожном пособии по неимению денег. Бедность наших второстепенных революционеров проявляется не только в их более чем скромном образе жизни, но и в одежде, которая у них вся в лохмотьях».
Киевский агент, сочинивший небылицу о знаках отличия и званиях, снабдил Бакунина и Нечаева адресами, и те принялись посылать по ним свою продукцию. Павлов решил не отказываться от начатой игры, и с разрешения Дондукова-Корсакова весной 1870 года сделал ещё одну попытку связаться с Нечаевым. Новое письмо Маврицкого попало прямо в III отделение. Отправителя решили арестовать, и Дондукову- Корсакову стоило больших трудов уладить разгоравшийся скандал.

### Окончание службы
30 августа 1874 года произведён в генерал-майоры. 24 июня 1878 года отчислен от должности начальника Киевского жандармского управления, с зачислением по Отдельному корпусу жандармов, а 10 июля того же года зачислен по армейской кавалерии. 13 января 1879 года он назначен в распоряжение командующего войсками Киевского военного округа, с оставлением по армейской кавалерии.
30 августа 1880 года отчислен из числа лиц состоящих в распоряжении командующего войсками Киевского военного округа, с оставлением по армейской кавалерии и в запасных войсках. 11 июля 1893 года произведён в генерал-лейтенанты, с увольнением из запаса армии в отставку, с мундиром и пенсией.

## Награды
- Орден Святого Станислава 3-й степени (21 ноября 1858 года)
- Орден Святой Анны 3-й степени (23 апреля 1861 года)
- Орден Святого Станислава 2-й степени (30 августа 1863 года)
- Орден Святой Анны 2-й степени (19 апреля 1864 года)
- Орден Святого Владимира 4-й степени (20 апреля 1869 года)
- Орден Святого Владимира 3-й степени (1871 год)
- Орден Святого Станислава 1-й степени (1880 год)
- Орден Белого сокола 3-й степени (Саксен-Веймар, 1860 год)

## Семья
Был женат на Дарье Алексеевне Грен. Имел сына Александра, родившегося 11 июля 1867 года, и дочь Варвару, родившуюся 12 октября 1870 года.

## В литературе
- Давыдов Ю.В Глухая пора Листопада
- Давыдов Ю.В Анатомия террора